# Paraje Román Báez
Paraje Román Baez es una localidad argentina del partido de Suipacha, Provincia de Buenos Aires.

## Historia
El 1° de julio de 1861, los señores Ildefonso Barrionuevo y Román Báez, adquirieron al gobierno de la provincia de Buenos Aires, de acuerdo a lo solicitado con fecha 22 de mayo de 1860, "terrenos de propiedad pública en los confines al Oeste del partido de la Villa Mercedes, compuesto como tres mil varas de frente y cinco mil de fondo"(título de propiedad de don Enrique Diehl, 1861).
Posteriormente el señor Diehl adquirió la parte de Barrionuevo y como ya lo mencionamos, comenzó a poblar, cosa que también hizo el señor Báez.
El señor Báez ocupó diversos cargos de responsabilidad en Suipacha. Siendo Juez de Paz, al crearse el Registro Civil en el pueblo, el 15 de febrero de 1889, le tocó desempeñar la primera jefatura hasta el 31 de diciembre de 1890, en que se hizo cargo el titular.
En 1899 fue intendente, teniendo como secretario a don J. Silva.
Paralelamente a las actividades públicas tuvo diversas iniciativas de carácter progresista. En 1900, en sus campos se iniciaron las primeras chacras de lino. No en balde su estancia se llamaba "La Moderna".
El 12 de diciembre de 1907 fue librada al público la estación Román Báez, del ferrocarril del Oeste, y hoy Sarmiento, en terrenos donados por don Román, y en 1910 está otra vez al frente de la comuna, esta vez como comisionado municipal.
- Datos: Q17195328